# Bom Demais
Bom Demais é o quinto álbum da banda Ara Ketu. Foi lançado em 1994 pelo selo Columbia. O álbum vendeu 200 mil cópias.
Segundo o O Globo, com dados do NOPEM (Nelson Oliveira Pesquisa e Estudo de Mercado), o álbum alcançou o segundo lugar na lista de discos mais vendidos.

## Faixas
| N.º | Título | Compositor(es)                                      | Duração |  |
| 1.  | "Ara Ketu Bom Demais" | Dinha                                               | 3:58    |  |
| 2.  | "Beleza Latina" | Jorge Xaréu / Ademário                              | 3:23    |  |
| 3.  | "Sonho Aventureiro" | Tonho Matéria / Tadeu Nogueira                      | 3:37    |  |
| 4.  | "Princípio do Mundo" | Gilson Nascimento                                   | 2:37    |  |
| 5.  | "Pout-Pourri Samba Duro II - "Quando Eu Vou pro Samba (Ninha)" - "Embolê (Nego do Surdo - Nem Marsau - Bobôco)" - "Menina do Corpo de Mola (Tinho Oliveira)" - "Pode Sambar (Edinho de Alcântara)" - "Urubu Quando Nasce (Robson de Jesus)" - "Piau Ê (Folclore - Adaptação Geraldinho do Ara)" - "Balaio Grande (Folclore - Adaptação Lucinete do Ketu)" |                                                     | 5:14    |  |
| 6.  | "No Swing do Ara" | Birro Pacheco / Clóvis Cruz                         | 3:39    |  |
| 7.  | "Coragem de Amor" | Gilson Babilônia / Jorge Papapá / Gilson Nascimento | 3:01    |  |
| 8.  | "Nagô Dance" | Tatau                                               | 4:11    |  |
| 9.  | "Placeres de Amor" | Rudnei Monteiro / Edmundo Carôso                    | 3:26    |  |
| 10. | "O Tal (Céu de Calcutá)" | Jauperi                                             | 3:55    |  |
| 11. | "Cara ou Coroa" | Tonho Matéria / Gilson Nascimento                   | 2:43    |  |
| 12. | "Festa na Mata" | Alceu Anselmo                                       | 3:23    |  |
| 13. | "Quem Te Olha Te Quer" | Antônio José                                        | 3:55    |  |

## Tabelas

### Tabelas semanais
| Tabela musical (1995) | Melhor posição |
| --------------------- | -------------- |
| Brasil (Nopem)        | 2              |